# Gesellschaft für kritische Philosophie Nürnberg

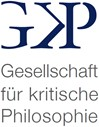
GKPN-Logo

Die Gesellschaft für kritische Philosophie Nürnberg (GKPN) ist ein 1994 gegründeter, freidenkerisch-humanistischer Verein.
Der Verein hat über 500 Mitglieder und ist hauptsächlich als Herausgeberin von Aufklärung und Kritik. Zeitschrift für freies Denken und humanistische Philosophie tätig, die sich die  Verteidigung des freien Denkens und des rationalen Handelns durch kritische Auseinandersetzung mit gewaltbereit-gewaltandrohenden, relativistisch-nihilistischen sowie dogmatisch-fundamentalistischen Positionen als Ziel gesetzt hat. Sie betreibt außerdem lokale Bildungsarbeit durch 14-täglich (vorwiegend in Nürnberg) stattfindende öffentlichen Vorträge, die teilweise auch im Internet veröffentlicht werden, sowie durch ein jährlich stattfindendes eintägiges Symposium.
Die GKPN sieht sich in der Tradition der antiken sokratischen Philosophie, der Philosophie der Aufklärung sowie der modernen Philosophien des Wiener Kreises und des Kritischen Rationalismus.
Gründungsvorsitzender war Georg Batz (1994–2008). Nachfolger als erster Vorsitzender sind Helmut Walther (* 1947, 2008–2016) und Frank Schulze (* 1972, seit 2016).
Seit 1994 gibt der Verein die Zeitschrift Aufklärung und Kritik heraus.